# Anthony Ammirati
Anthony Ammirati (* 16. Juli 2003 in Grasse) ist ein französischer Leichtathlet, der sich auf den Stabhochsprung spezialisiert hat.

## Sportliche Laufbahn
Erste internationale Erfahrungen sammelte Anthony Ammirati beim Europäischen Olympischen Jugendfestival (EYOF) 2019 in Baku, bei dem er mit übersprungenen 4,95 m die Goldmedaille gewann und der französischen Sprintstaffel (1000 Meter) zum Finaleinzug verhalf. 2021 siegte er mit 5,64 m bei den U20-Europameisterschaften in Tallinn und brachte anschließend bei den U20-Weltmeisterschaften in Nairobi keinen gültigen Versuch zustande. Im Jahr darauf startete er bei den Mittelmeerspielen in Oran und gewann dort mit einer Höhe von 5,65 m die Silbermedaille hinter dem Türken Ersu Şaşma. Im August siegte er mit 5,75 m bei den U20-Weltmeisterschaften in Cali. 2023 belegte er bei den U23-Europameisterschaften in Espoo mit 5,50 m den fünften Platz. Im Jahr darauf nahm er an den Olympischen Sommerspielen in Paris teil und verpasste dort mit 5,60 m den Finaleinzug. 2025 belegte er bei den U23-Europameisterschaften in Bergen mit 5,60 m den vierten Platz.

## Trivia
Bei den Olympischen Spielen 2024 in Paris touchierte Ammirati nach zwei erfolgreichen Sprüngen bei 5,70 m den Stab zunächst mit seinem Schienbein und – zu diesem Zeitpunkt war Ammirati bereits ausgeschieden – dann mit seinem Geschlechtsorgan, wodurch der Stab erst nach dem erfolgreichen Überqueren herunterfiel. Ammirati verpasste somit den Einzug in die nächste Runde. Das im Stabhochsprung nicht unübliche Kuriosum wurde infolge Boulevard- und Social-Media-Phänomen.
Variety nannte Ammirati einer den viralsten Athleten den Olympischen Spielen 2024.